# Aloe canarina
Aloe canarina är en grästrädsväxtart som beskrevs av Susan Carter. Aloe canarina ingår i släktet Aloe och familjen grästrädsväxter. Inga underarter finns listade i Catalogue of Life.